# 土井利以
土井 利以（どい としもち）は、三河刈谷藩の第5代藩主。刈谷藩土井家8代。
寛政8年（1796年）、第2代藩主土井利徳の五男として生まれる。文化10年（1813年）に兄で第4代藩主の利謙が死去したため、その養子として家督を継ぎ、12月16日に従五位下・淡路守に叙位・任官する。父と同じように文学に精通していたが、藩政を顧みなかったとされる。
文政12年（1829年）11月30日、江戸で死去した。享年34。跡を次男の利行が継いだ。

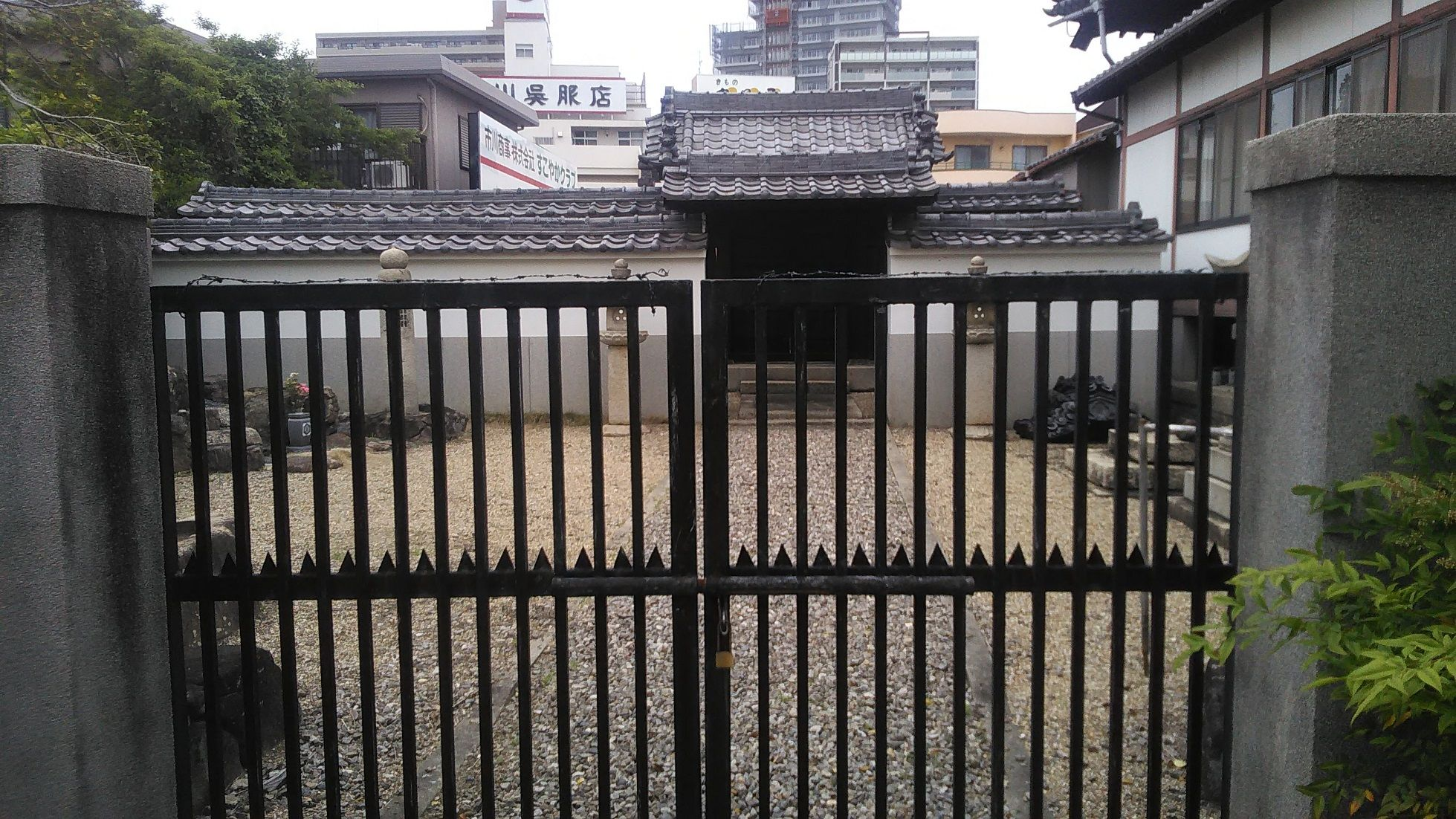
土井家廟所(刈谷市十念寺)

## 系譜
父母
- 土井利徳（実父）
- 土井利謙（養父）

正室
- 栄 - 堀田正敦の娘

子女
- 土井庚吉
- 土井利行（次男）
- 銀 - 小笠原長穀正室
- 鉄 - 小出英永室
- 盈 - 土井利祐正室
- 淳 - 秋山正光正室
- 鑑 - 多賀高厚の養女